# ستار (موشک)
موشک ستار موشک هوا به زمین ساخت ایران می‌باشد. تاکنون ۳ نسل آن به تولید رسیده‌است. برد مؤثر این موشک ۲۰ کیلومتر و وزن سر جنگی ان ۲۲۵ کیلوگرم می‌باشد. این موشک در رزمایش میلاد نور ولایت نیز مود آزمایش قرار گرفت. این موشک از هدایت لیزری استفاده می‌کند. طراحی آن به دوران جنگ ایران و عراق برمیگردد. منصور ستاری در آن زمان پروژه عصر۶۷ را کلید زد. نام‌گذاری این موشک‌ها نیز به افتخار اوست.